# Associação Latino-Americana de Integração
Associação Latino-Americana de Integração (ALADI; em castelhano: Asociación Latinoamericana de Integración) é uma organização intergovernamental com sede na cidade de Montevidéu, no Uruguai, que visa a contribuir com a promoção da integração da região latino-americana, procurando garantir seu desenvolvimento econômico e social. Este é também o maior bloco econômico da América Latina. Foi criada a partir do Tratado de Montevidéu de 1980. São treze os seus países-membros: Argentina, Bolívia, Brasil, Chile, Colômbia, Cuba, Equador, México, Panamá, Paraguai, Peru, Uruguai, Venezuela, que representam juntos mais de 30 milhões de quilômetros quadrados, e mais de 500 milhões de habitantes. Além dos países-membros existem ainda os países e organismos observadores da associação.
Os objetivos do processo de integração da região latino-americano são os seguintes:
- eliminação gradativa dos obstáculos ao comércio recíproco dos países-membros;
- impulsão de vínculos de solidariedade e cooperação entre os povos latino-americanos;
- promoção do desenvolvimento econômico e social da região de forma harmônica e equilibrada, a fim de assegurar um melhor nível de vida para seus povos;
- renovação do processo de integração latino-americano e estabelecimento de mecanismos aplicáveis à realidade regional;
- criação de uma área de preferências econômicas, tendo como objetivo final o estabelecimento de mercado comum latino-americano.

Tendo em vista o cumprimento dos objetivos do processo de integração, o artigo 5.º do tratado constitutivo definiu algumas funções: a promoção e regulação do comércio recíproco; a complementação econômica; o desenvolvimento das ações de cooperação econômica que coadjuvem a ampliação dos mercados.

## História

### ALALC
Algumas diferenças entre o Tratado de 1960, que criou a ALALC, e o Tratado de 1980, que criou a ALADI, podem ser ressaltadas: (i) o primeiro não previa tratamento diferenciado entre seus países-membros, de acordo com o seu grau de desenvolvimento econômico relativo, enquanto o segundo permitiu que se estabelecesse que países de menor desenvolvimento econômico relativo (Bolívia, Equador e Paraguai) recebessem tratamentos favorecidos em termos de abertura de mercado; (ii) O TM80, diferentemente do TM60, permitiu que países-membros celebrassem acordos de alcance parcial, inclusive com países não membros e que a associação participasse como instituição nos movimentos de cooperação horizontal entre países em vias de desenvolvimento.

### Criação

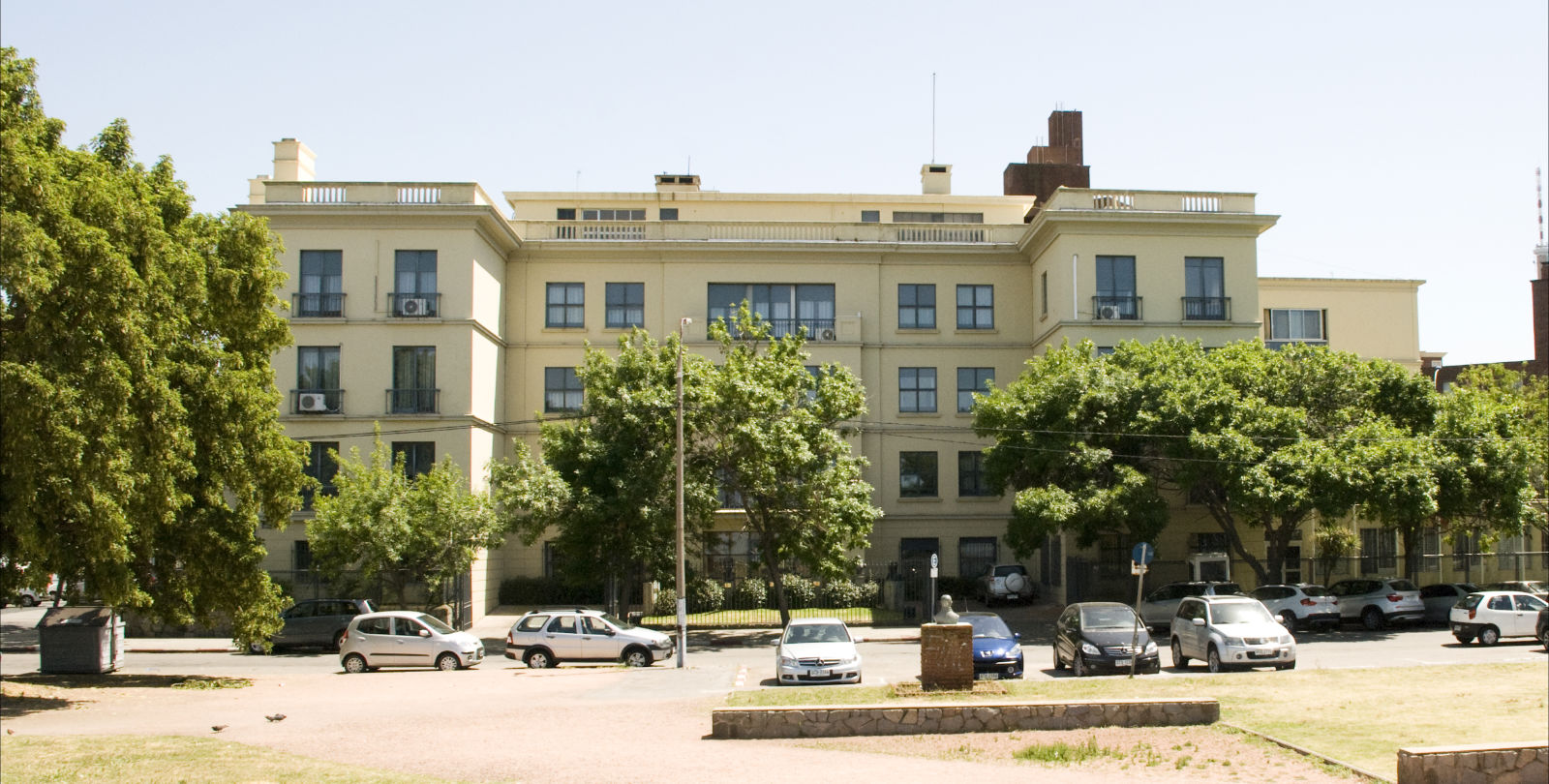
Sede em Montevidéu

A ALADI foi criada pelo Tratado de Montevidéu 1980 (TM80), assinado em 12 de abril de 1980, que substituiu e deu continuidade ao processo iniciado pela Associação Latino Americana de Livre Comércio (ALALC).
A Segunda Guerra Mundial trouxe, em curto prazo, mudanças favoráveis à economia dos países latino-americanos, uma vez que eles encontraram, nas nações devastadas, mercados aos seus produtos primários. Entretanto, passado algum tempo, os países devastados pela Guerra reorganizaram suas economias, de forma a impulsionar os seus setores agrícolas e industriais. Essa reorganização afetou negativamente a economia dos países latino-americanos produtores de bens primários, que ficaram desprovidos de mercados compradores e rentáveis. Era preciso, então, que fossem implantadas medidas de correção a esse cenário e fossem encontradas fontes alternativas de emprego para as populações latino-americanas, que cresciam significativamente. Foram iniciados, então, programas de industrialização para atender às necessidades de abastecimento de bens de consumo duradouros e bens de capital. Tendo isso em vista, bem como considerando ser necessário captar maiores investimentos para o desenvolvimento de parques industriais, os países latino-americanos entenderam que era preciso ampliar os pequenos mercados, de forma a diminuir os custos de produção em massa e aumentar os rendimentos, permitindo, dessa maneira, melhores possibilidades de concorrência. Assim, em 1960, Argentina, Brasil, Chile, México, Paraguai, Peru e Uruguai assinaram o tratado (também chamado de tratado de Montevidéu) que criava a ALALC, cujo objetivo era ampliar a integração econômica entre os países, por meio da ampliação do tamanho de seus mercados e de seu comércio recíproco. Aderiram ao tratado, posteriormente, outros países, quais sejam: Colômbia, Equador, Bolívia, Panamá e Venezuela.
Com o intuito de reafirmar a vontade política de promover a integração latino-americana e de tornar essa integração mais condizente com as novas perspectivas do cenário internacional, os onze países assinaram o Tratado de Montevidéu, em 1980. E, posteriormente, em 26 de agosto de 1999, Cuba aderiu ao Tratado e foi aceita como país-membro da Associação.
O TM80 é um acordo-quadro, pois visa a estabelecer as condições para o relacionamento de seus países-membros, especialmente, as condições para a celebração de futuros acordos entre eles. Para cumprir com o seu objetivo de criação de um mercado comum, o TM80 elegeu dois mecanismos principais de atuação:
- estabelecimento de preferências tarifárias regionais aplicáveis a produtos originários dos países-membros. Esse sistema de preferências tarifárias regionais "consiste numa desgravação parcial multilateral cuja preferência é estática, alcança atualmente 20% entre os países da mesma categoria de desenvolvimento, e aumenta e diminui conforme a categoria de países outorgantes e receptores; além disso, compreende listas de exceções estabelecidas unilateralmente, de extensão muito variável";[2]
- celebração de acordos regionais, comuns à totalidade dos países-membros, de acordos de alcance parcial, que podem envolver dois ou mais países-membros, bem como pode envolver países-membros e não membros.

## Acordos internos
No âmbito da ALADI, há uma série de acordos que estão em vigor e estão amparados pelo Tratado de Montevidéu de 1980. É possível classificá-los da seguinte maneira:
- acordos regionais (conformados pela totalidade dos países-membros) e;
- acordos de alcance parcial (conformados entre alguns países-membros e, inclusive, entre alguns países-membros e países não membros ou outros blocos regionais).

O Tratado de Assunção, de 1991, que criou o Mercosul, é um exemplo de acordo de alcance parcial no âmbito da ALADI, celebrado entre Argentina, Brasil, Paraguai e Uruguai.

### Acordos regionais
Foram cinco os acordos regionais celebrados no âmbito da ALADI:
- Abertura de Mercados;
- Preferência Tarifária Regional;
- Cooperação Científica e Tecnológica;
- Cooperação e Intercâmbio de Bens nas Áreas Cultural, Educacional e Científica;
- Acordo-quadro para a promoção do Comércio mediante a Superação de Barreiras Técnicas ao Comércio.

O acordo de Abertura de mercados contempla o estabelecimento de condições favoráveis para a participação dos países de menor desenvolvimento econômico relativo no processo de integração econômica (Bolívia, Equador e Paraguai), com o objetivo de abrir os mercados dos países restantes para esses produtos, sem qualquer tipo de tarifas ou alíquotas aduaneiras. O acordo de Preferência Tarifária Regional consiste em uma redução percentual dos gravames aplicáveis às importações de terceiros países, outorgadas pelos países-membros reciprocamente sobre as importações de produtos originários de seus respectivos territórios.
O acordo de Cooperação Científica e Tecnológica tem o objetivo de promover a cooperação regional orientada tanto para a criação e desenvolvimento do conhecimento como para a aquisição e difusão da tecnologia e sua aplicação.
O acordo-quadro para a Promoção do Comércio mediante a Superação de Barreiras Técnicas ao Comércio foi assinado em 1997 e tem por objetivo evitar que a elaboração, adoção e aplicação dos Regulamentos Técnicos, as Normas Técnicas e a Avaliação de Conformidade se constituam em barreiras técnicas desnecessárias ao comércio intra-regional.

### Acordos de alcance parcial

Bandeira do Mercosul

Os acordos de alcance parcial podem ser classificados por suas modalidades. Tal classificação se dá da seguinte maneira: acordos de complementação econômica, acordos agropecuários, acordos de promoção do comércio e acordos de outras modalidades.
Os Acordos de Complementação Econômica (ACE) visam a promover a entrada de produtos nos países signatários mediante políticas econômicas conjuntas, criando zonas de livre comércio. Há acordos celebrados entre países-membros e, inclusive, acordos entre blocos sub-regionais. Segundo o sítio da ALADI, "atualmente, além dos esquemas de integração sub-regionais (Comunidade Andina de Nações e MERCOSUL-ACE 18), existem nove acordos de complementação econômica que prevêem o estabelecimento de zonas de livre comércio entre seus signatários. Participam destes acordos Chile-Venezuela (ACE 23), Chile-Colômbia (ACE 24), Bolívia-México (ACE 31), Chile-Equador (ACE 32), Colômbia-México-Venezuela (ACE 33), MERCOSUL-Chile (ACE 35), MERCOSUL-Bolívia (ACE 36), Chile-Peru (ACE-38), Chile-México (ACE 41), MERCOSUL-Peru (ACE 58), MERCOSUL-Colômbia-Equador-Venezuela (ACE 59) e México-Uruguai (ACE 60)."
O quadro abaixo resume esse tipo de acordo, agrupando os acordo feitos conjuntamente em interesse do Mercosul (até agora feitos somente pelos membros fundadores do Mercosul) e totalizando a quantidade de acordos desse tipo e de parceiros com os quais se firmou esse tipo de acordo. Os membros fundadores do Mercosul assinaram conjuntamente 8 acordos com 8 parceiros (não necessariamente um com cada) e há 1 acordo assinado entre os quatro (que reflete o Tratado de Assunção que originou o Mercosul) e outros assinados bilateralmente entre eles. Somente Cuba (que aderiu em 1999) possui acordo com todos os 12 membros plenos como também com a Nicarágua, que encontra-se em processo de adesão. Este país possui 1 único acordo plurilateral, no qual estão mais 3 países. Panamá, de entrada recente (2012), possui 1 único acordo com 1 único parceiro (Cuba). Dentre os fundadores, Equador possui a menor quantidade de acordos (3) e o Peru, a menor quantidade de parceiros (7). Os acordos plurilaterais (18, 33, 59 e 70) estão marcados com um asterisco, recordando que o Mercosul negocia conjuntamente e assim considerando-o uma única parte contratante nos acordos.
|                    |                    | MCS (4) | MCS (4)              | MCS (4)              | MCS (4)              | BOL       | CHI       | COL                  | CUB                  | EQU        | MEX                 | NIC        | PAN       | PER       | VEN                   |
| ARG                | BRA                | PAR     | URU                  |                      |                      | BOL       | CHI       | COL                  | CUB                  | EQU        | MEX                 | NIC        | PAN       | PER       | VEN                   |
| ------------------ | ------------------ | ------- | -------------------- | -------------------- | -------------------- | --------- | --------- | -------------------- | -------------------- | ---------- | ------------------- | ---------- | --------- | --------- | --------------------- |
| Mercosul (4)       | Mercosul (4)       | —       | —                    | —                    | —                    | AAP.CE 36 | AAP.CE 35 | AAP.CE 59* AAP.CE 72 | AAP.CE 62            | AAP.CE 59* | AAP.CE 54 AAP.CE 55 |            |           | AAP.CE 58 | AAP.CE 59*            |
| Mercosul (4)       | Argentina          | —       | AAP.CE 14 AAP.CE 18* | AAP.CE 13 AAP.CE 18* | AAP.CE 57 AAP.CE 18* |           | AAP.CE 16 |                      |                      |            | AAP.CE 6            |            |           |           | AAP.CE 68             |
| Mercosul (4)       | Brasil             |         | —                    | AAP.CE 18*           | AAP.CE 2 AAP.CE 18*  |           |           |                      |                      |            | AAP.CE 53           |            |           |           | AAP.CE 69             |
| Mercosul (4)       | Paraguai           |         |                      | —                    | AAP.CE 18*           |           |           |                      |                      |            |                     |            |           |           | AAP.CE 64             |
| Mercosul (4)       | Uruguai            |         |                      |                      | —                    |           | AAP.CE 73 |                      |                      |            | AAP.CE 60           |            |           |           | AAP.CE 63             |
| Bolívia            | Bolívia            |         |                      |                      |                      | —         | AAP.CE 22 |                      | AAP.CE 47 AAP.CE 70* |            | AAP.CE 66           | AAP.CE 70* |           |           | AAP.CE 70*            |
| Chile              | Chile              |         |                      |                      |                      |           | —         | AAP.CE 24            | AAP.CE 42            | AAP.CE 65  | AAP.CE 41           |            |           | AAP.CE 38 | AAP.CE 23             |
| Colômbia           | Colômbia           |         |                      |                      |                      |           |           | —                    | AAP.CE 49            | AAP.CE 59* | AAP.CE 33*          |            |           |           | AAP.CE 33* AAP.CE 59* |
| Cuba               | Cuba               |         |                      |                      |                      |           |           |                      | —                    | AAP.CE 46  | AAP.CE 51           | AAP.CE 70* | AAP.CE 71 | AAP.CE 50 | AAP.CE 40 AAP.CE 70*  |
| Equador            | Equador            |         |                      |                      |                      |           |           |                      |                      | —          |                     |            |           |           | AAP.CE 59*            |
| México             | México             |         |                      |                      |                      |           |           |                      |                      |            | —                   |            |           | AAP.CE 67 | AAP.CE 33*            |
| Nicarágua          | Nicarágua          |         |                      |                      |                      |           |           |                      |                      |            |                     | —          |           |           | AAP.CE 70*            |
| Panamá             | Panamá             |         |                      |                      |                      |           |           |                      |                      |            |                     |            | —         |           |                       |
| Peru               | Peru               |         |                      |                      |                      |           |           |                      |                      |            |                     |            |           | —         |                       |
| Venezuela          | Venezuela          |         |                      |                      |                      |           |           |                      |                      |            |                     |            |           |           | —                     |
| Total de acordos   | Total de acordos   | 7+8     | 5+8                  | 3+8                  | 6+8                  | 5         | 10        | 5                    | 10                   | 3          | 10                  | 1          | 1         | 4         | 9                     |
| Total de parceiros | Total de parceiros | 3+8     | 3+8                  | 3+8                  | 3+8                  | 10        | 11        | 9                    | 13                   | 8          | 10                  | 3          | 1         | 7         | 11                    |

Os acordos agropecuários têm por finalidade fomentar e regular o comércio agropecuário intra-regional. Devem contemplar elementos de flexibilidade que levem em conta as características sócio-econômicas da produção dos países participantes. Estes acordos poderão referir-se a produtos específicos ou a grupos de produtos e poderão basear-se em concessões temporárias, estacionais, por quotas ou mistas ou em contratos entre organismos estatais ou paraestatais. É o que consta no art. 12 do TM80. Os acordos agropecuários são os seguintes: AAP.AG Nº 1 Argentina-Uruguai, AAP.AG Nº 2 Argentina-Bolívia-Brasil-Chile-Colômbia-Cuba-Equador-Paraguai-Peru-Uruguai-Venezuela e AAP.AG Nº 3 Argentina-Bolívia-Brasil-Chile-Paraguai-Uruguai.
Os acordos de promoção do comércio referem-se a matérias não tarifárias e que tendem a promover as correntes intra-regionais de comércio. É o que consta no art. 13 do TM80. São dezenove os acordos dessa modalidade. Cita-se como exemplo os seguintes instrumentos: AAP.PC Nº 1 Argentina-Uruguai, AAP.PC Nº 2 Bolívia-Brasil, AAP.PC Nº 5 Argentina-Brasil-Paraguai-Uruguai e AAP.PC Nº 6 Argentina-Bolívia.
Outras modalidades de acordos podem ser criadas, como consta no art. 14 do TM80. São dezesseis os acordos celebrados, no âmbito da ALADI, que se encaixam no art. 14 do TM80. Podem ser citados alguns exemplos desses instrumentos: AAP.A14TM Nº 1 Bolívia-Uruguai, que trata de estabelecer condições favoráveis para incrementar o turismo entre os dois países e o AAP.A14TM Nº 12 Argentina-Brasil-Paraguai-Uruguai-Guatemala-Honduras-El Salvador-Nicarágua-Costa Rica, que é, na verdade, o Acordo-Quadro de comércio e investimento entre o MERCOSUL e o Mercado Comum Centro-Americano (MCCA).
As matérias tratadas nas diversas modalidades de acordos de alcance parcial variam. Dentre elas, pode-se citar: comércio de serviços, compras governamentais, cooperação energética, coordenação de políticas, vistos temporais para empresários, investimentos, defesa da concorrência, medidas sanitárias, propriedade intelectual, salvaguardas, solução de controvérsias, transportes, turismo, telecomunicações e empresas públicas.
Para facilitar a aplicação dos acordos supracitados, a ALADI criou o Sistema de Informações de Comércio Exterior, cuja informação disponível consiste em dados atualizados de todos os países-membro da ALADI, em nível de item tarifário nacional, possibilitando a obtenção da informação completa sobre qualquer produto, tanto sobre seu comércio como sobre as tarifas pertinentes e as preferências de que foi objeto no âmbito dos acordos assinados ao amparo do Tratado de Montevidéu de 1980.

### Acordos sobre temas relacionados ao livre comércio
A ALADI, atualmente, tem procurado atender às demandas recentes do cenário internacional. Por isso, vem adotando uma agenda de novos temas a serem tratados na regulamentação entre seus países-membros.
Os trabalhos sobre os novos temas constam na Resolução 59 do Conselho de Ministros, que, em seu parágrafo 8º, indica que "para seguir avançando no caminho do desenvolvimento e da consolidação do Espaço de Livre Comércio, requer-se propiciar a harmonização e a incorporação, a um nível que seja mais conveniente, das disciplinas e normas necessárias para o livre comércio e daquelas matérias que complementam e potenciam o Espaço de Livre Comércio." Dentre os novos temas tratados pela ALADI, estão: o comércio de serviços, as compras do setor público, a dupla tributação, os investimentos, a defesa da concorrência, propriedade intelectual e a proteção aos conhecimentos tradicionais.

## Estatísticas

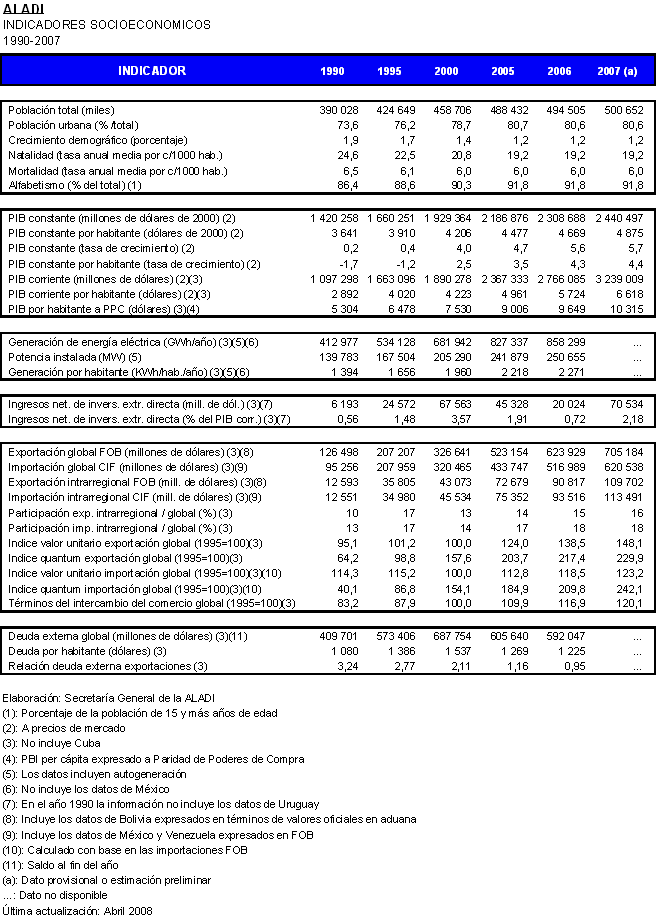
Indicadores Sócio-econômicos. Clique na imagem para ampliar

A Secretaria-Geral, atentando-se ao objetivo de integração voltado à promoção do desenvolvimento econômico-social, harmônico e equilibrado, da região, encarrega-se de coletar e reunir indicadores sócio-econômicos da associação, de seus países-membros e de blocos sub-regionais, os quais podem ser úteis como demonstrativo de resultados de funcionamento da associação, bem como de parâmetro para futuras ações regionais e sub-regionais. Estes indicadores sócio-econômicos podem ser encontrados no próprio sítio da ALADI.

## Veículos de informação utilizados para promover a integração
A ALADI possui, como já explicitado, enorme preocupação com a integração entre os seus países-membros. Com vistas a concretizar essa integração, a Associação dispõe de sistemas e meios informacionais colocados à disposição de seus membros, e do público em geral, que facilitam a troca de informações.
No que diz respeito à publicação de documentos oficiais, podemos citar os cadernos da ALADI e o Boletim Eletrônico da Associação, obtido através de seu sítio oficial e disponível em três línguas (inglês, português e espanhol).
A Associação também dispõe de um Sistema de Informações de Comércio Exterior on-line, o SICOEX, que oferece dados atualizados de todos os países membros da ALADI, sobre (i) tarifas vigentes nesses países (nomenclaturas nacionais previstas em códigos e descrições com os gravames à importação em cada país); e (ii) preferências vigentes nesses países (preferências essas negociadas ao amparo dos mecanismos do TM80, expressas na nomenclatura da Associação.
Além deles, a Associação ainda conta com um Portal Empresarial, que visa a aumentar a participação das empresas na integração. Nesse Portal os empresários atuantes na América Latina podem encontrar todas as informações relevantes aos seus negócios e descobrir ainda benefícios que possuem (graças à Integração) e que podem dispôr livremente.
Além dos empresários, todo e qualquer sujeito também pode ter acesso às informações relevantes sobre temas tratados pela ALADI. A Associação possui um canal direto com o público através de seu sítio e do cadastramento de seus internautas. Todos aqueles que se cadastrem, passam a ter acesso
- à Biblioteca da Secretaria-Geral da Associação (com possibilidade de acesso on-line à sua base de dados,  bibliografia selecionada de assuntos afins à ALADI, links de outras bibliotecas úteis, serviço de últimas aquisições da biblioteca, e etc.);
- à parte de Imprensa da Associação (com fotos de eventos e encontros, boletim periódico de divulgação institucional, comunicados de imprensa elaborados pela Secretaria-Geral, destaques sobre as novidades da Associação, apresentação dos últimos discursos realizados em reuniões da Associação, seleção de notícias mais importantes sobre a integração e economia da região);
- à divulgação de Oportunidades de Trabalho na própria Associação (cadastro de pessoal temporário, consultores e divulgação de concursos); e
- a informações sobre as Reuniões Técnicas (Antecedentes e Documentos informativos a respeito de reuniões técnicas, seminários, e oficinais realizadas na Secretaria-Geral da ALADI).

## Organização institucional

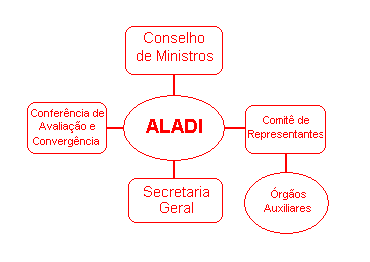
Organização institucional

A ALADI (segundo os artigos 28 e 29 do Tratado de Montevidéu) é formada por três órgãos políticos e um órgão técnico. Os órgãos políticos são os seguintes:
- o Conselho de Ministros das Relações Exteriores,
- a Conferência de Avaliação e Convergência e
- o Comitê de Representantes (juntamente com seus órgãos auxiliares).

Há um órgão técnico na Associação, qual seja: a Secretaria-Geral.

### Conselho de Ministros das Relações Exteriores
O Conselho de Ministros está previsto nos artigos 30 a 32 e 43 do Tratado de Montevidéu. Trata-se do  órgão supremo da ALADI, que adota as decisões para a condução política superior do processo de integração. Ele é constituído pelos Ministros das Relações Exteriores dos países-membros. Suas reuniões ocorrem por convocação do Comitê de Representantes, e todas as decisões tomadas nestas reuniões devem ser realizadas com a presença de todos os países-membros. Seu Regulamento interno foi aprovado pela Resolução 1 da Primeira Reunião do Conselho de Ministros, de 16 de novembro de 1983.
Dentre suas principais funções, destacam-se as seguintes:
- ditar normas gerais tendentes ao melhor cumprimento dos objetivos da Associação, bem como ao desenvolvimento harmônico do processo de integração;
- adotar medidas corretivas de alcance multilateral, de acordo com as recomendações adotadas pela Conferência, em relação a acordos de alcance parciais que não sejam convergentes com a normativa da ALADI;
- aceitar a adesão de novos países-membros;
- acordar emendas e acréscimos ao TM80;
- designar o Secretário-Geral.

### Conferência de Avaliação e Convergência
A Conferência de Avaliação e Convergência está prevista nos artigos 33, 34 e 43 do Tratado de Montevidéu e é integrada por Plenipotenciários dos países-membros. Ela se reúne a cada três anos em sessão ordinária, por convocação do Comitê, e em forma extraordinária, nas demais oportunidades em que este a convoque, a fim de tratar assuntos específicos de sua competência. A Conferência realiza sessões e toma decisões somente com a presença de todos os países-membros.
A Conferência tem como uma de suas mais importantes tarefas examinar o funcionamento do processo de integração econômica, em todos os seus aspectos e verificar se os acordos de alcance parcial estão de acordo com a normativa da ALADI. Caso haja incompatibilidade entre o acordo e a normativa da ALADI, esse órgão deverá recomendar ao conselho a adoção de medidas corretivas de alcance multilateral. Além dessa função, cabe também à Conferência o dever de "efetuar revisões periódicas da aplicação dos tratamentos diferenciais, que levem em consideração não somente a evolução da estrutura econômica dos países e, por conseguinte, seu grau de desenvolvimento, mas também o aproveitamento efetivo, pelos países beneficiários, do tratamento diferencial aplicado, bem como dos procedimentos que procurem o aperfeiçoamento na aplicação desses tratamentos". É o que consta no art. 33 do TM80.

### Comitê de Representantes
O Comitê de Representantes, previsto nos artigos 35 a 37 e 43 do Tratado de Montevidéu, é o órgão político permanente da Associação e também o foro negociador, onde são analisadas e aprovadas todas as iniciativas destinadas a cumprir os objetivos fixados pelo Tratado. O Comitê é constituído por um Representante Permanente titular e por um Representante Alterno de cada país-membro, com direito a um voto. O Comitê de Representantes tem um Presidente e dois Vice-Presidentes, que o substituirão alternativamente em caso de impedimento ou ausência, respeitando a ordem alfabética dos países que representam (de acordo com o estabelecido no Artigo 6 de seu Regulamento). Reúne-se, regularmente, a cada 15 dias, e suas resoluções são aprovadas através do voto afirmativo de pelo menos dois terços dos países-membros. Seu Regulamento foi aprovado pela Resolução 1 do Comitê de Representantes, de 18 de março de 1981, sendo-lhe incorporadas as modificações feitas pelas Resoluções 184 e 234 do Comitê de Representantes, de 22 de dezembro de 1993 e 12 de novembro de 1997, respectivamente. Para poder honrar todas as suas obrigações, o Comitê de Representantes conta com o apoio de Órgãos Auxiliares. Tais órgãos podem servir de fonte de consulta, assessoria, e/ou apoio técnico, e podem ser compostos por profissionais independentes e/ou funcionários e representantes dos países-membros.
Algumas das principais tarefas do Conselho são:
- promover a celebração de acordos regionais;
- convocar reuniões governamentais, pelo menos uma vez por ano, para avaliar, dar continuidade e corrigir o processo de integração, no que for necessário;
- apreciar multilateralmente os acordos de alcance parcial e declarar se eles são compatíveis com as diretrizes e disposições do Tratado de Montevidéu;
- regulamentar o TM80;
- propor meios de resolver as controvérsias a respeito de possíveis inobservâncias de suas normas e princípios;
- representar a Associação perante terceiros países.

### Secretaria-Geral

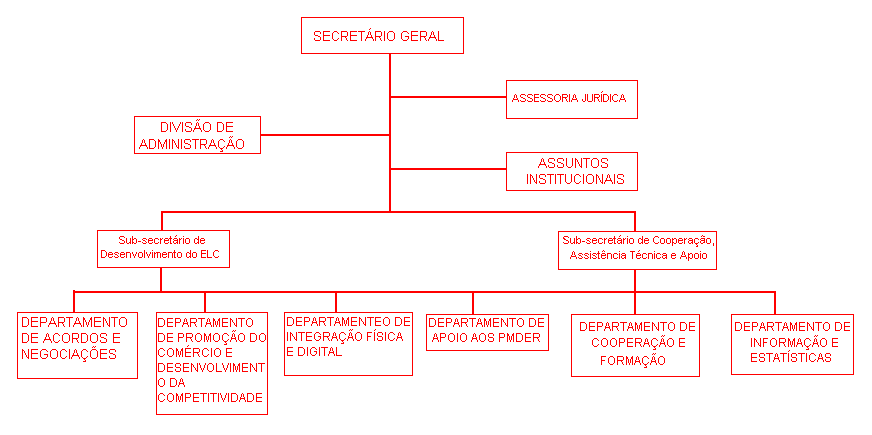
Secretaria-Geral

A Secretaria-Geral, prevista nos artigos 38 a 41 do Tratado de Montevidéu, é o órgão técnico da ALADI. Tem atribuições de proposta, avaliação, estudo e gestão orientados à melhor consecução dos objetivos da Associação. É integrada por pessoal técnico e administrativo e dirigida por um Secretário-Geral, que conta com o apoio de dois Secretários-Gerais Adjuntos, eleitos pelo Conselho por um período de três anos, renovável por igual período.
Na Décima Quarta Reunião do Conselho de Ministros, por meio da Resolução Nº 63, o embaixador Huga Saguier Caballero, paraguaio, foi designado Secretário-Geral da ALADI para o período 2008-2011, assumindo o cargo a partir de 20 de março de 2008. O Secretário-Geral exerce suas funções junto a todos os órgãos políticos da Associação. É pacífico, que sua função na Associação é uma função de caráter internacional, tal qual colocado pelo art. 41 do Tratado de Montevidéu, e que os países-membros se comprometem a respeitar este seu caráter. No desempenho de suas funções, o titular do órgão técnico e o pessoal técnico e administrativo não solicitarão nem receberão instruções de nenhum Governo nem de entidades nacionais ou internacionais, abstendo-se, assim, de qualquer atitude incompatível com sua qualidade de funcionários internacionais.
Algumas das principais funções da Secretaria-Geral são:
- analisar, por iniciativa própria, para todos os países, ou a pedido do Comitê, o cumprimento dos compromissos acordados a avaliar as disposições legais dos países-membros que alterem, direta ou indiretamente, as concessões pactuadas;
- representar a Associação ante organismos e entidades internacionais de caráter econômico, com o propósito de tratar assuntos de interesse comum;
- administrar o patrimônio da Associação e representá-la, para esse efeito, em atos e contratos de direito público e privado;
- realizar estudos e gestões destinadas a propor aos países-membros, através de suas Representações Permanentes, a celebração de acordos previstos pelo presente Tratado, em conformidade com as orientações fixadas pelo Conselho e pela Conferência.